# Kenny Nzogang
Kenny Nzogang (* 2. August 2008 in Wien) ist ein österreichischer Fußballspieler und ehemaliger Kinderdarsteller.

## Karriere

### Verein
Nzogang begann seine Karriere beim SC Maccabi Wien. Zur Saison 2016/17 wechselte er zum ASK Elektra Wien. Zur Saison 2019/20 wechselte er zum Floridsdorfer AC. Im Jänner 2020 schloss er sich dem Favoritner AC an, im Jänner 2021 zog er weiter zum SC Red Star Penzing. Zur Saison 2022/23 wechselte er in die Akademie des SK Rapid Wien, in der er fortan sämtliche Altersstufen durchlief.
Im April 2025 stand er gegen den SV Lafnitz erstmals im Kader der zweiten Mannschaft, kam aber noch nicht zum Einsatz. Sein Debüt in der 2. Liga gab er schließlich im Mai 2025, als er am 30. Spieltag der Saison 2024/25 gegen den SV Stripfing in der 84. Minute für Lorenz Szladits eingewechselt wurde.

### Nationalmannschaft
Nzogang spielte im April 2023 erstmals für eine österreichische Jugendnationalauswahl. Im Februar 2025 debütierte er gegen Schottland für die U-17-Mannschaft.

## Als Schauspieler
Nzogang verkörperte als Kind zusammen mit seinem älteren Bruder Ryan (* 2002), der Amateurfußballspieler ist, den Sklaven Angelo Soliman im österreichischen Historienfilm Angelo.